# Canop
Canop (en llatí: Canopus o Canobus, en grec antic: Κάνωπος) era una antiga ciutat de la costa occidental del delta del Nil, vora la branca Canòpica (Κανωβικὴ διῶρυξ 'kanobike diorix', segons Estrabó), a l'antic Egipte. Correspon a la moderna Abukir. Els geògrafs antics (Escílax de Carianda, Conó, Plini el Vell i altres) situaven a Canop la frontera entre els continents d'Àfrica i Àsia.
Era com un barri residencial d'Alexandria però abans de la fundació d'aquesta ciutat per ordre d'Alexandre el Gran (que ho va encarregar al nomarca Cleòmenes de Naucratis), s'havia convertit en el port principal del país. S'hi practicava el culte a Osiris i l'activitat que més es va desenvolupar va ser la indústria dels ungüents.
Es diu que li va donar nom Canopus o Canobus (Canopos o Canobos), timoner de la nau que portava a Menelau de retorn de Troia, que va morir a l'indret i hi va ser enterrat. També hauria donat nom a l'estel Canop.
A Canop hi havia un temple de Zeus-Canop, a qui grecs i egipcis adoraven per igual, i a la vora un santuari i un oracle molt freqüentat de Serapis, segons Plutarc. Canop era un lloc famós per la quantitat de festes religioses que s'hi celebraven i per tenir una moral dissoluta. A Canop s'hi preparava el tint escarlata, la henna, diuen Heròdot i Plini el Vell, que s'utilitza per fer dissenys de color roig fosc a les mans i peus de les xiquetes dels països del Pròxim Orient i el subcontinent indi i l'Àfrica del nord sobretot abans del casament.
La decadència de Canop va començar amb l'ascens en importància d'Alexandria i va continuar amb la introducció del cristianisme a Egipte.
D'aquesta ciutat reben el seu nom:
- El Decret de Canop
- Els vasos funeraris egipcis (Canopis)
- Osseres etrusques (Canopis)
- La branca occidental del riu o branca canòpica
- Tot el relacionat amb la ciutat es diu canòpic.